# ليلى البدوية (فلم)
ليلى البدوية  فيلم دراما للمخرج الإيطالي ماريو فولبي عام 1944  عن قصة «ليلى العفيفة» للروائي السوري  عادل الغضبان  وسيناريو وحوار بهيجة حافظ ومحمود حمدي. وهو عبارة عن نسخةٍ مُعدلةٍ من فيلم ليلى بنت الصحراء المُنتج عام 1937، والممنوع من العرض لأسباب سياسية.
الفيلم من بطولة بهيجة حافظ، جميل حسين ، زكي رستم، عباس فارس وراقية إبراهيم. تدور الأحداث حول الشابة الجميلة ليلى وقصة حب تجمعها بابن عمها البراق وصراعه مع من دبر المكائد لإبعاد ليلى عنه وينتصر وينتقم ممن خان وتآمر.
صدر الفيلم إلى دور العرض المصرية في 13 مارس 1944.
منح موقع قاعدة بيانات الأفلام العربية «السينما.كوم» الفيلم درجة 6/ 10.

## طاقم التمثيل
بهيجة حافظ: في دور ليلى
جميل حسين: في دور البراق
عباس فارس: في دور عمرو
راقية إبراهيم: في دور جارية كسرى
حسين رياض: في دور كسرى
بالاشتراك مع: زكي رستم - إبراهيم حمودة - محمد بيومي - نسيم ندا - جانيت حبيب - حياة محمد - توفيق المردنلي - عبد المجيد شكري - إبراهيم صبري - أحمد كامل - أحمد عبد القادر - حكمت مجدي.

## أغاني الفيلم
كلمات: حسين حلمي المانسترلي
ألحان: محمد القصبجي
الغناء: إبراهيم حمودة - حياة محمد - أحمد عبد القادر 

## ملخص أحداث الفيلم
يعيش الشاب الشجاع البراق (جميل حسين) في كنف والده وينتقل إلى العيش في بيت عمه بعد مصرع والده وهناك تنشأ عاطفة حب بين البراق وبين ابنة عمه الشابة رائعة الجمال ليلى (بهيجة حافظ) ويتعاهد الحبيبين على الوفاء والبقاء على العهد إلى الأبد. كانت ليلى بجمالها تجتذب الشباب العازمين على الزواج بها، حتى أن شيخ قبيلتها «زياد» تقدم لخطبتها ولم يلقى منها إلا الرفض، وذاع صيت جمالها فأرسل الملك كسرى (حسين رياض) يطلب زواجها وما كان منها إلا الرفض أيضا. أحس زياد بالإهانة ولم يرضى الاستسلام إلى رفض ليلى، وتفتق ذهنه الشرير إلى خطة لا تدينه. دبر شيخ القبيلة «زياد» اختطاف ليلى، وقام بتسليمها للملك كسرى الذي طلب الزواج بليلى ورفضته. احتجز الملك ليلى في سجن ملحق بقصره لتذعن لطلبه في الزواج. كانت جواري القصر تقوم على خدمة ليلى، وكان حالها، من حزن ويأس وخوف، ظاهر عليها. رق قلب إحدى الفتيات القائمات على خدمتها فساعدتها على الهرب من سجنها ولكن تفشل المحاولة وتعود الجميلة إلى سجنها. يكتشف البراق المكيدة الشريرة ويعرف مكان سجن حبيبته. يجمع البراق قواته ويهاجم جيش الملك وتدور معركة شرسة كانت الغلبة فيها لقوات البراق الذي يحرر ابنة عمه وحبيبته. لم يتردد البراق، بعد ما علمه من شر شيخ قبيلته زياد، في قتاله لينال جزاء فعلته.

## فيلم ليلى البدوية أمام القضاء العراقي
كانت بهيجة حافظ هي صاحبة الشركة المنتجة للفيلم، «الفنار فيلم»، قد تعاقدت مع رجل الأعمال العراقي عبد الكريم الخضيري عام 1945 على تأجير فيلم «ليلى البدوية» لفترة خمس سنوات مقابل 6000 دينار ليتم عرضه في دور السينما العراقية. أكتشف الخضيري أن هناك نسخة ثانية من الفلم بحوزة مديري سينما الرافدين في بغداد واتصل ببهيجة حافظ التي بادرت بالسفر إلى العراق لمتابعة نسخة من فيلمها قد تكون مزورة أو مسروقة. وأقيمت دعوى ضد مديري سينما الرافدين ويوم المحاكمة ظهرت بهيجة حافظ بقاعة المحكمة المزدحمة بشكل كبير بالمعجبين بأول سيدة من عائلة مصرية ارستقراطية، والدها باشا وزوج أختها رئيس الوزراء إسماعيل صدقي باشا، تمتهن التمثيل. حكمت المحكمة بالغرامة على مديري الرافدين. أعادت ملاحق صحيفة المدى العراقية في 30 نوفمبر 2014 نشر مقالة كانت قد نشرت من قبل بمجلة فنون 1983 جاء فيها: «عندما تأخر إصدار القرار (يشير إلى قرار السماح بعرض الفيلم بالعراق) أقدمت المفوضية المصرية على التدخل في الموضوع بناء على تعليمات وصلتها من القاهرة فكتبت إلى وزارة الشؤون الاجتماعية مبدية رغبة ورجاء الحكومة المصرية للسماح بعرض فيلم «ليلى البدوية» في دور السينما العراقية علماً بانه يعرض حاليا في مصر وفي بعض الأقطار العربية إلا أن الجواب كان صدور قرار اللجنة يمنع عرض الفيلم. وربما كان السبب هو امتناع بهيجة حافظ عن مقابلة المسؤولين ورفض الاجتماع بهم وعدم تلبية دعواتهم. عادت بهيجة حافظ إلى مصر ومعها الفيلم وقد اضطرت إلى إعادة المبلغ الذي تسلمته من عبد الكريم الخضيري بسبب منع عرض الفيلم في العراق بموجب القرار الصادر بذلك.»

## وصلات خارجية
- ليلى البدوية على موقع IMDb (الإنجليزية)
- ليلى البدوية على موقع قاعدة بيانات الأفلام العربية
- ليلى البدوية على موقع قاعدة بيانات الفيلم (الإنجليزية)
- ليلى البدوية على موقع ليتربوكسد (الإنجليزية)
- ليلى البدوية على موقع الدهليز

https://en.kinorium.com/228122/ ليلى البدوية (فلم)
https://www.csfd.cz/film/742972-leila-el-badawie/hraji/ ليلى البدوية (فلم)